# Ebenus
Genre
Ebenus est un genre de plantes à fleurs dicotylédones de la famille des Fabaceae, sous-famille des Faboideae, originaire d'Eurasie, qui comprend six espèces acceptées.

## Liste d'espèces
Selon The Plant List (21 septembre 2018) :
- Ebenus armitagei Schweinf. & Taub.
- Ebenus cretica L.
- Ebenus lagopus (Jaub. & Spach) Boiss.
- Ebenus pinnata Aiton
- Ebenus sibthorpii DC.
- Ebenus stellata Boiss.